# Caucus for Women in Statistics
Pour les articles homonymes, voir CWS.
Le Caucus for Women in Statistics (CWS) est une société professionnelle pour les femmes en statistique. La société est fondée en 1971 à la suite de discussions en 1969 et 1970 lors des réunions annuelles de la Société américaine de statistique. Donna Brogan en est la première présidente,.  

## Objectifs
Le but du Caucus est d'aider à enseigner, embaucher et faire progresser la carrière des femmes en statistique, d'éliminer les obstacles auxquels elles peuvent être confrontées dans cette discipline, d'encourager l'application des statistiques aux questions qui les concernent et d'améliorer leur représentation dans les organisations professionnelles de statisticiens.

## Organisations liées
Le Caucus est « officieusement associé à la Société américaine de statistique » et est une « organisation sœur » de l'Association for Women in Mathematics, qui a été fondée en même temps que le Caucus.  

## Activités
Le Caucus publie un bulletin d'information et organise des événements lors de grandes réunions statistiques,. Depuis 2001, ses activités comprennent également le co-parrainage du prix Florence-Nightingale-David avec le Comité des présidents de sociétés statistiques (COPSS). Il s'agit du « seul prix international en sciences statistiques […] réservé aux femmes ».

## Présidentes
Les présidentes successives du Caucus sont ,  : 
- 1971-1973 : Donna Brogan
- 1974-1975 : Marie Wann (en)
- 1976 : Joan R. Rosenblatt (en)
- 1977 : Barbara Bailar
- 1978 : Janet L. Norwood
- 1979 : Irene Montie (en)
- 1980 : Shirley Kallek (en)
- 1981 : Beatrice N. Vaccara (en)
- 1982 : Eileen Boardman
- 1983 : Lee-Ann C. Hayek (en)
- 1984 : Jane F. Gentleman (en)
- 1985 : Nancy Gordon (en)
- 1986 : Arlene Ash (en)
- 1987 : Sandra McKenzie
- 1988 : Jessica Utts
- 1989 : Cynthia Clark (en)
- 1990 : Sue Leurgans (en)
- 1991 : Cyntha Struthers
- 1992 : Stephanie Shipp (en)
- 1993 : Barbara Tilley (en)
- 1994 : Juliet Popper Shaffer
- 1995 : Mary Batcher (en)
- 1996 : Pamela Doctor
- 1997 : Sandra Stinnett
- 1998 : Elizabeth Margosches (en)
- 1999 : Holly Shulman
- 2000 : Janet Williams
- 2001 : Nancy Allen
- 2002 : Mari Palta (en)
- 2003 : Martha Aliaga (en)
- 2004 : Mariza de Andrade (en)
- 2005 : Julia Bienias
- 2006 : Mary Gray
- 2007 : Tena Katsaounis
- 2008-2009 : Marcia Ciol (en)
- 2010 : Jennifer D. Parker (en)
- 2011 : Amanda L. Golbeck
- 2012 : J. Lynn Palmer (en)
- 2013 : Susmita Datta (en)
- 2014 : Nancy Flournoy
- 2015 : Paula Roberson (en)
- 2016 : Jiayang Sun (en)
- 2017 : Ji-Hyun Lee (en)
- 2018 : Shili Lin (en)
- 2019 : Nicole Lazar (en)
- 2020 : Wendy Lou (en)
- 2021 : Motomi Mori (en)
- 2022 : Nairanjana Dasgupta
- 2023 : Dong-Yun Kim